# Request
REQUEST, também chamado de Maaya Sakamoto 20th Anniversary Tribute Album "Request", é um álbum lançado como tributo à Maaya Sakamoto. Foi lançado em 22 de abril de 2015 pela FlyingDog e possui onze faixas.

## Produção
O álbum foi idealizado para fazer parte das comemorações de 20 anos de carreira da cantora, e contou com vários artistas cantando músicas bastante populares de Sakamoto.
Para a realização do álbum, vários talentos musicais foram convidados, como Mayu Watanabe da AKB48; Akino Arai; Makoto Brothers; Rasmus Faber; KIRINJI; the band apart; SUGIZO, do Luna Sea e do X Japan; e até uma versão feita por Vocaloid.
Uma edição limitada foi lançada contendo um CD extra com as músicas originais na mesma ordem.

## Recepção
Ao analisar o álbum, o CD Journal disse "uma artista que transcende gêneros reconstrói sua obra-prima com grande respeito. Enquanto pode-se desfrutar da abordagem única de cada artista, também se aprecia o charme das canções em si."
O álbum ficou quatro semanas no Oricon Albums Chart, chegando à 13ª posição; além de chegar à 16ª na Billboard Japan.

## Faixas
| N.º            | Título                                                              | Letras           | Música         | Arranjo            | Duração |  |
| 1.             | "Yakusoku wa Iranai" (por the band apart, de Escaflowne)            | Yuho Iwasato     | Yoko Kanno     | Y. Kanno           | 3:13    |  |
| 2.             | "Uchuu Hikoushi no Uta" (por KIRINJI)                               | Hiroshi Ichikura | Y. Kanno       | KIRINJI            | 4:29    |  |
| 3.             | "Triangler" (por Mayu Watanabe, de Macross Frontier)                | Gabriela Robin   | Y. Kanno       | Hiroshi Sasaki     | 4:44    |  |
| 4.             | "Ame ga Furu" (por TRUSTRICK, de Kurogane no Linebarrel)            | M. Sakamoto      | Caoli Cano     | Billy (TRUSTRICK)  | 5:15    |  |
| 5.             | "Bike" (por VOCALOID3, de Earth Girl Arjuna)                        | Y. Iwasato       | Y. Kanno       | SUGIZO             | 5:17    |  |
| 6.             | "Saiko no Kajitsu" (por Syoko Suzuki, de Tsubasa TOKYO REVELATIONS) | M. Sakamoto      | S. Suzuki      | S. Suzuki          | 5:37    |  |
| 7.             | "Hikari Are" (por Emi Meyer)                                        | M. Sakamoto      | Y. Kanno       | Keiichi Tomita     | 5:15    |  |
| 8.             | "Platinum" (por Negicco, de Sakura Card Captors)                    | Y. Iwasato       | Y. Kanno       | Yasuhiro Hase      | 4:15    |  |
| 9.             | "Kiseki no Umi" (por Akino Arai, de Record of Lodoss War)           | Y. Iwasato       | Y. Kanno       | Hisaaki Hogari     | 4:11    |  |
| 10.            | "afternoon repose" (por Frida Sundemo)                              | Shanti Snyder    | Y. Kanno       | Rasmus Faber       | 6:24    |  |
| 11.            | "Pocket wo Kara ni Shite" (por Magokoro Brothers, de Escaflowne)    | Y. Iwasato       | Y. Kanno       | Low Down Roulettes | 4:01    |  |
| Duração total: | Duração total:                                                      | Duração total:   | Duração total: | Duração total:     | 52:41   |  |